# Квант-Радиолокация
Научно-исследовательский институт радиолокационных систем «Квант-Радиолокация» (укр. Науково-дослідний інститут радіолокаційних систем «Квант-Радіолокація») — научно-производственное предприятие военно-промышленного комплекса Украины, которое разрабатывает и производит многофункциональные радиолокационные корабельные комплексы, системы целеуказания для ракетного оружия, комплексы оптико-электронного противодействия высокоточному оружию, системы управления огнём, наземные и морские станции приёма информации от космических объектов, специальные электротехнические устройства и стабилизаторы для бронетехники.
Входит в перечень предприятий, имеющих стратегическое значение для экономики и безопасности Украины.

## История
Научно-исследовательский институт радиолокационных систем «Квант-Радиолокация» был создан в результате реорганизации киевского НИИ «Квант».
В августе 1997 года НИИ «Квант-Радиолокация» был включён в перечень предприятий, имеющих стратегическое значение для экономики и безопасности Украины.
В апреле 1998 года в соответствии с постановлением Кабинета министров Украины НИИ был передан в ведение министерства промышленной политики Украины.
12 июля 1999 года НИИ был предоставлен статус спецэкспортёра.
К началу 2000-х годов НИИ разработал полный комплект рабочей конструкторской документации на новую корабельную трёхкоординатную радиолокационную станцию с фазированной антенной решеткой «Позитив-МЭ1». РЛС была спроектирована по заказу российского ОАО «Калужский приборостроительный завод «Тайфун», на котором было освоено её производство на экспорт.
В 2006 году НИИ "Квант-Радиолокация" завершил испытания автоматизированной твердотельной двухкоординатной радиолокационной станции "Дельта-М" кругового обзора с дальностью обнаружения 100 км. В 2007 году партия РЛС этого типа была изготовлена и поставлена на экспорт (в 2011 году "Дельта-М" была принята на вооружение Украины, но до 2015 года на корабли ВМС Украины не устанавливалась).
По состоянию на начало 2008 года, основной продукцией НИИ являлись: корабельные трёхкоординатные радиолокационные станции обнаружения и сопровождения воздушных и надводных целей "Позитив-МЭ1", "Позитив-МЭ1.2", "Позитив-У"; корабельный многофункциональный радиолокационный комплекс целеуказания "Морена" (типа "Минерал-Э"); система управления огнём "Тандем".
После создания в декабре 2010 года государственного концерна «Укроборонпром», НИИ был включён в состав концерна.
В феврале 2014 года на проходившей в Индии выставке вооружения "DEFEXPO India-2014" НИИ «Квант-Радиолокация» впервые представил двухкоординатную твердотельную радиолокационную станцию кругового обзора «Дельта».
24—27 сентября 2014 года на проходившей в Киеве выставке вооружения "Зброя та безпека-2014" НИИ «Квант-Радиолокация» представил комплекс «Триада» (оптико-электронная система управления огнём для бронетранспортёров и боевых машин пехоты) и двухкоординатную твердотельную радиолокационную станцию кругового обзора «Роса», предназначенную для наблюдения за наземной, воздушной и надводной обстановкой.
В декабре 2020 года было объявлено о разработке НИИ «Квант-Радиолокация» мобильного радиолокационного комплекса "Минерал-У" для ракетного комплекса "Нептун". 18 августа 2021 года на репетиции военного парада в Киеве был представлен демонстрационный образец "Минерал-У" на шасси "Tatra" 8 × 8 с бронированной кабиной. 28 октября 2021 года "Минерал-У" завершил заводские испытания и был направлен на государственные испытания в полевых условиях.